# Školjić (Ražanac Veli)
Školjić (Donji Školj) je nenaseljeni otočić u Velebitskom kanalu, sjeverno od naselja Ražanca, od kojeg je udaljen oko 3.5 km.
Površina otoka je 3.119 m2, a visina 3 metra.